# 結合強さ
結合強さ（Bond strength）とは、ある原子が他の原子と化学結合し、その原子の原子価に寄与する度合である。
結合強さは、結合次数と密接に関連しており、結合エネルギーや結合解離エネルギーの値から定量化できる。結合強さを定量化するもう一つの基準は、結合エネルギーと、結合の原子軌道の重なりの間の量的関係である。この重なりが大きいほど、核の間に見られる結合電子が多くなり、結合がより強くなる。原子軌道の重なりは、分子軌道の形成に必須である。この重なりは計算可能であり、重なり積分と呼ばれる。